# Adeloidea
Adeloidea Bruand, 1850 è una superfamiglia di lepidotteri, diffusa in tutto il mondo con 577 specie.

## Descrizione

### Adulto
Si tratta di piccoli lepidotteri alquanto primitivi che, pur avendo una nervatura alare di tipo eteroneuro, si distinguono dai Ditrysia per il fatto di possedere un apparato riproduttore femminile provvisto di un'unica apertura destinata sia all'accoppiamento, sia all'ovodeposizione; per questo motivo in passato venivano riunite con le Nepticuloidea, le Palaephatoidea e le Tischerioidea nella divisione Monotrysia, oggi considerata desueta in quanto polifiletica.

È presente una connessione tergosternale, immediatamente posteriore rispetto al primo spiracolo addominale, formata da un processo ventrocaudale del primo tergite, che va a collegarsi all'estensione anterolaterale del secondo sternite.

Le ali sono spesso grigiastre, ma possono anche avere riflessi metallici ed iridescenze molto vivaci. I microtrichi sono presenti ed uniformemente distribuiti. Come nei Ditrysia, si osserva una riduzione del sistema legato al settore radiale (Rs) nell'ala posteriore, con anastomosi di Sc ed R dal quarto basale fino al termen, ed Rs non ramificata; l'accoppiamento alare è di tipo frenato (con frenulum a singola setola composita nei maschi), ed è presente l'apparato di connessione tra ala anteriore e metatorace; si possono inoltre osservare un ponte precoxale e la perdita del primo sternite addominale, mentre il secondo può suddividersi (completamente o parzialmente) in uno sclerite anteriore più piccolo (S2a) ed uno posteriore più sviluppato (S2b).

Gli ocelli sono assenti, come pure i chaetosemata. I palpi mascellari presentano di solito cinque segmenti e quelli labiali solo due, corti e con setole laterali sul secondo; l'haustellum è presente e perfettamente funzionante, e misura circa 3/4 della lunghezza dei palpi mascellari.

Le antenne sono molto variabili, potendo essere lunghissime come nelle Adelidae, oppure corte e lanceolate come nelle Heliozelidae.

Nelle zampe, l'epifisi è sempre presente, mentre gli speroni tibiali hanno formula 0-2-4.

L'apparato genitale maschile rivela, su ogni valva, una struttura a pettine detta pectinifer.

Nel genitale femminile, l'ovopositore è ben sviluppato e perforante, al fine di permettere l'inserimento delle uova all'interno dei tessuti fogliari della pianta ospite.

L'apertura alare può variare da 5 a 30 mm.

### Uovo
Le uova, spesso inserite singolarmente nei tessuti della pianta ospite, possono essere allungate e reniformi come nelle Prodoxidae.

### Larva
Nel bruco, che di regola possiede un capo prognato, si possono osservare sei stemmata (e.g. Adelidae).

Le zampe toraciche possono essere assenti oppure ben sviluppate, o ancora sostituite da calli ambulacrali.

Le pseudozampe, poste sui segmenti addominali da III a VI, possono essere tipicamente assenti (Heliozelidae), oppure sostituite da calli (e. g. Prodoxidae); gli uncini pseudopodiali, quando presenti, sono disposti su diverse file (Adelidae).

### Pupa
La pupa è dectica, con appendici libere e dotate di movimento (Heliozelidae), o solo debolmente aderenti al corpo (Adelidae). L'impupamento avviene all'interno di un astuccio sericeo, intessuto dal bruco nell'ultimo stadio di sviluppo.

## Biologia
Le larve dei membri di questa divisione possono produrre mine nelle foglie o sotto la corteccia della pianta nutrice, e alcune specie sono anche responsabili della formazione di galle (Cecidosidae); almeno durante l'ultimo stadio di sviluppo larvale, viene sempre prodotto un astuccio, intessendo materiale proveniente dalla lettiera del sottobosco; l'impupamento avviene all'interno di questo astuccio, di solito ai piedi della pianta ospite.

### Alimentazione
Le larve di questo taxon attaccano generi appartenenti a svariate famiglie, tra cui:
- Ampelopsis Michx. (Vitaceae)
- Angophora Cav. (Myrtaceae)
- Banksia L.f. (Proteaceae)
- Bursaria Cav. (Pittosporaceae)
- Callistemon R.Br. (Myrtaceae)
- Cayratia (Baker) Suess. (Vitaceae)
- Cissus L. (Vitaceae)
- Cistus L. (Cistaceae)
- Eucalyptus L'Hér. (Myrtaceae)
- Leea L. (Vitaceae)
- Leptospermum J.R.Forster & G.Forster (Myrtaceae)
- Lophostemon Schott (Myrtaceae)
- Luma A.Gray (Myrtaceae)
- Nothofagus Blume (Fagaceae)
- Rhus L. (Anacardiaceae)
- Ribes L. (Grossulariaceae)
- Rubus L. (Rosaceae)
- Vitis L. (Vitaceae)
- Yucca L. (Agavaceae)

## Distribuzione e habitat
Nel complesso, la superfamiglia è presente in tutte le ecozone del pianeta. Le Adelidae sono cosmopolite, ma molto più presenti in Europa e Nord America; le Cecidosidae si trovano in Sud America, Africa e Nuova Zelanda; le Heliozelidae e le Incurvariidae sono presenti ovunque tranne in Nuova Zelanda; le Prodoxidae, infine, sono assenti in Africa e Oceania.
L'habitat è rappresentato da foreste a latifoglie e comunque zone boschive.

## Tassonomia
In precedenza questo taxon era considerato una sezione appartenente alla divisione Monotrysia, in seguito abbandonata in quanto dimostratasi polifiletica.

### Sinonimi
- Incurvarioidea Spuler, 1898 - Übers. lepid. gross. Bad.[19]

### Famiglie
Il taxon comprende 5 famiglie, per un totale di 44 generi e 577 specie.

Il nome Incurvarioidea, frequentemente utilizzato, va considerato un sinonimo di Adeloidea; poiché il secondo nome è stato talvolta utilizzato prima del 2000, l'articolo 35.5 dell'ICZN in questo caso non trova applicazione.

Va sottolineato inoltre che le Crinopterygidae Spuler, 1898 sono qui considerate una sottofamiglia delle Incurvariidae, in accordo con Van Nieukerken et al. (2011):
- Famiglia Adelidae Bruand, 1850 - Mém. Soc. Emul. Doubs (II serie) 1 (5 generi, 297 specie)[1]
- Famiglia Cecidosidae Bréthes, 1916 - An. Soc. cient. argent. 82: 132 (5 generi, 15 specie)[20]
- Famiglia Heliozelidae Heinemann & Wocke, 1876 - Schmett. Deutschl. Schweitz 2: 389-825 + 1-102 (12 generi, 125 specie)[21]
- Famiglia Incurvariidae Spuler, 1898 - Übers. lepid. gross. Bad. (13 generi, 42 specie)[19]
- Famiglia Prodoxidae Riley, 1881 - In Rep. Int. pol. exp. Point Barrow - Pt. IV (9 generi, 98 specie)[22]

### Alcune specie

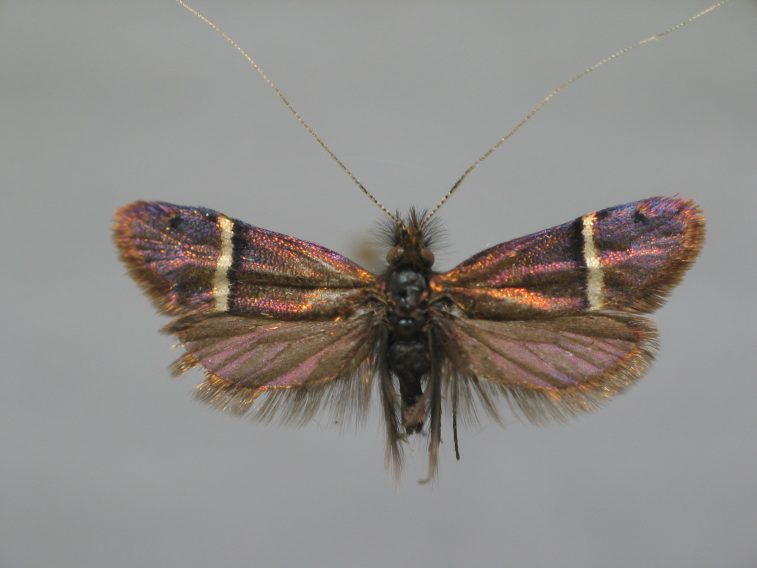
Adela albicinctella (Adelidae)
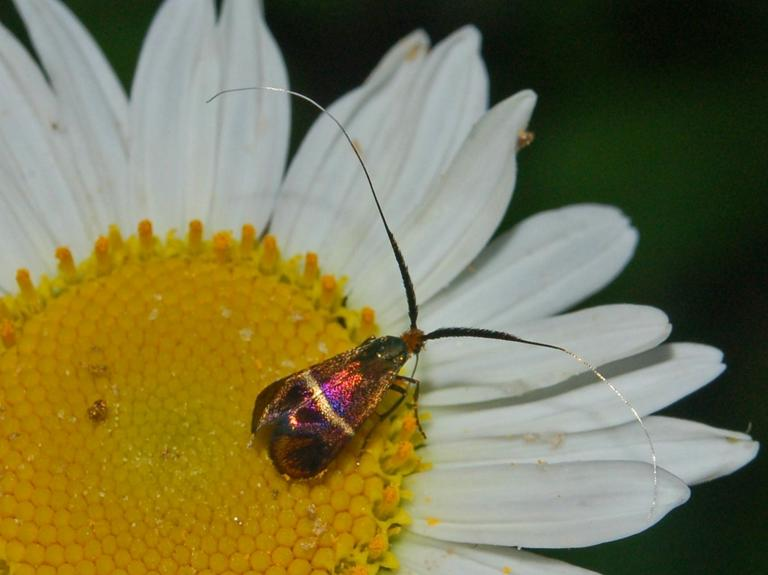
Adela australis (Adelidae)
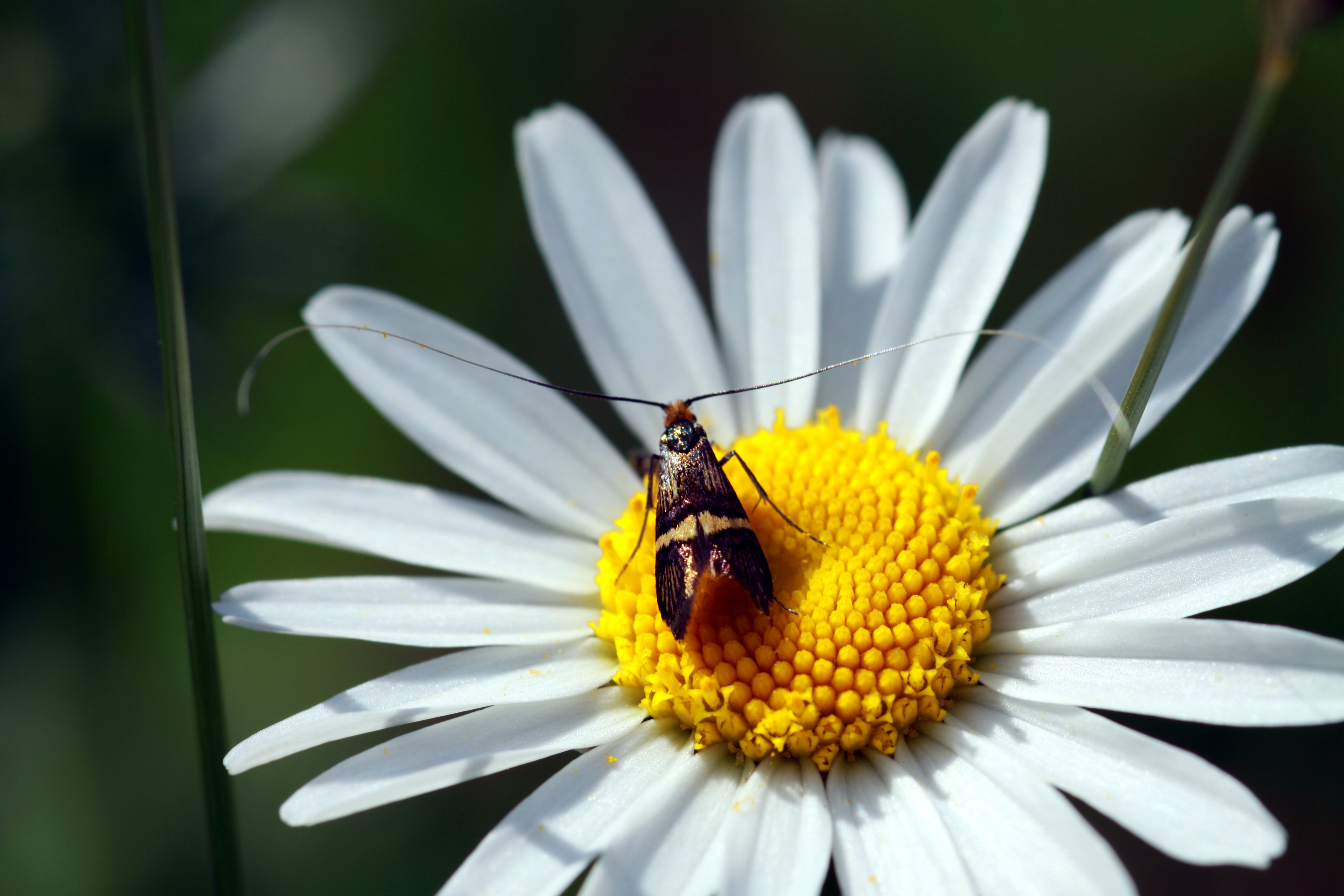
Adela croesella (Adelidae)
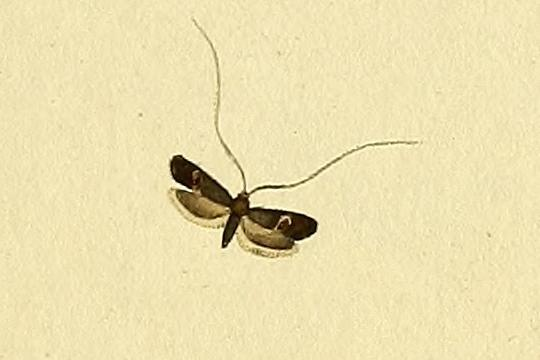
Adela mazzolella (Adelidae)
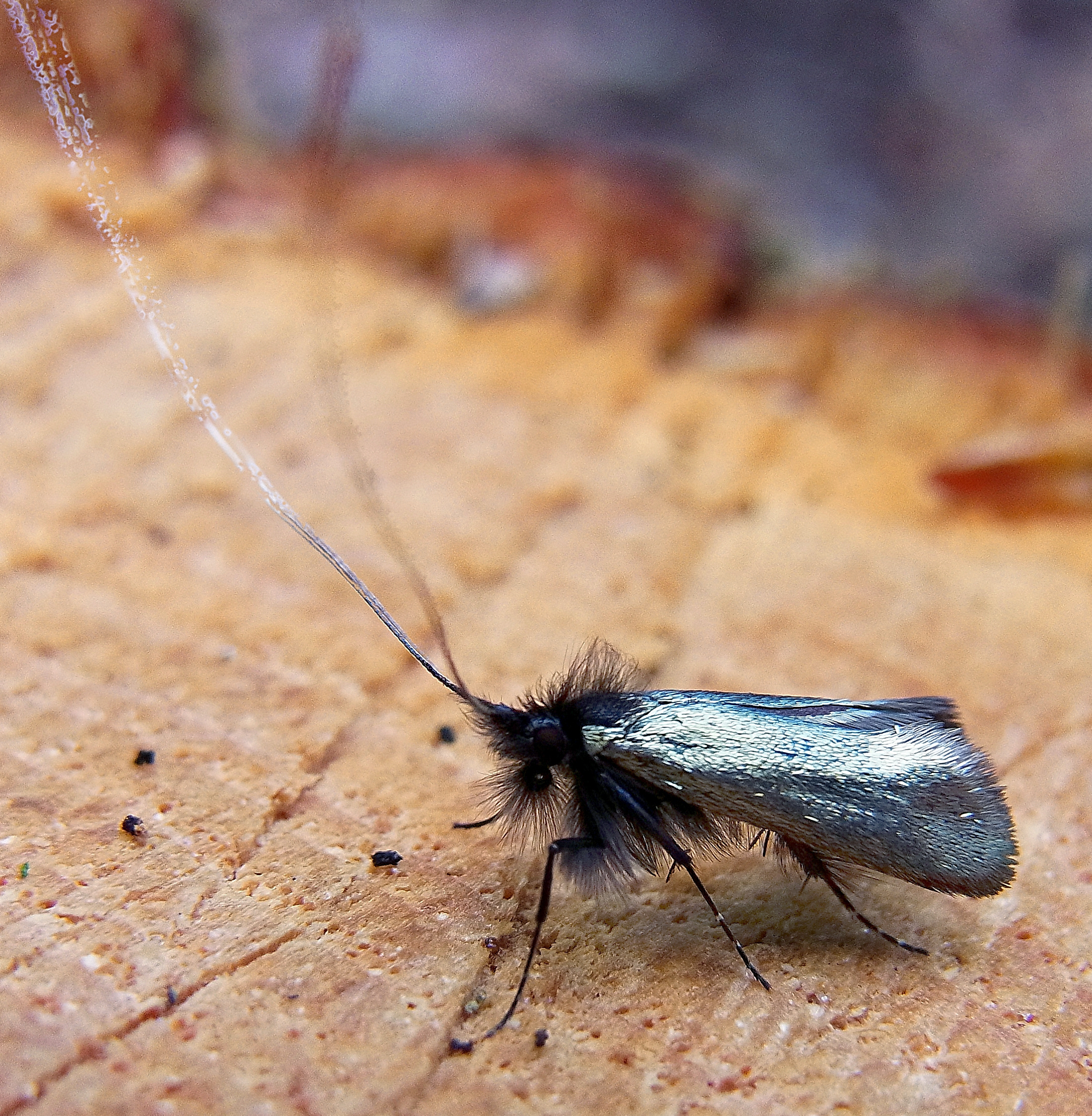
Adela reaumurella (Adelidae)
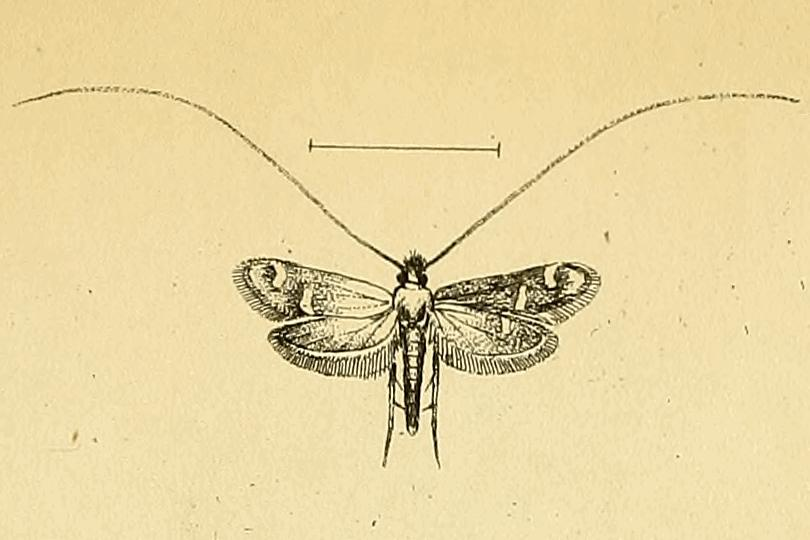
Adela repetitella (Adelidae)
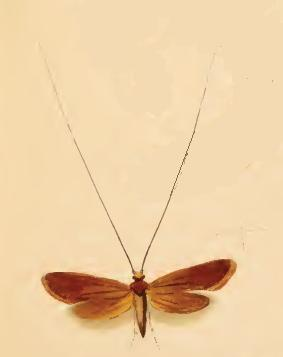
Adela violella (Adelidae)
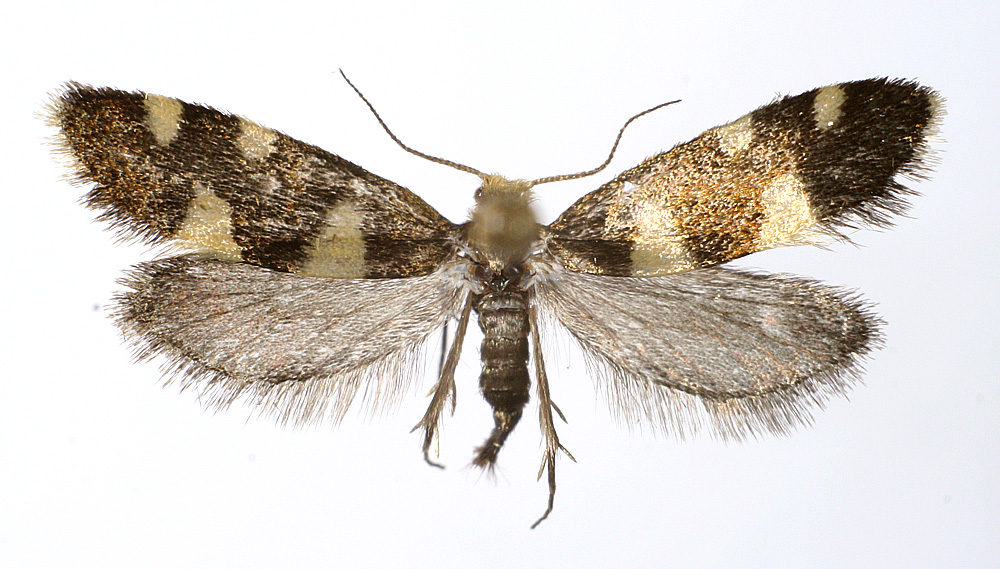
Alloclemensia mesospilella (Incurvariidae)
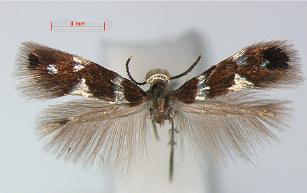
Antispila ampelopsifoliella (Heliozelidae)
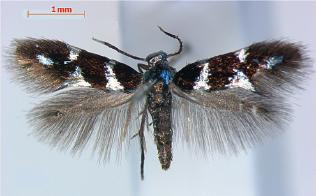
Antispila hydrangaeella (Heliozelidae)
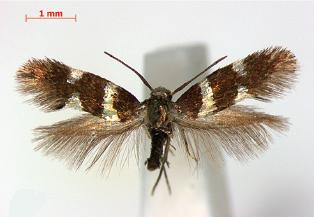
Antispila isabella (Heliozelidae)
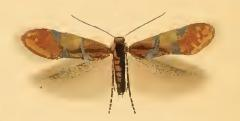
Antispila metallella (Heliozelidae)
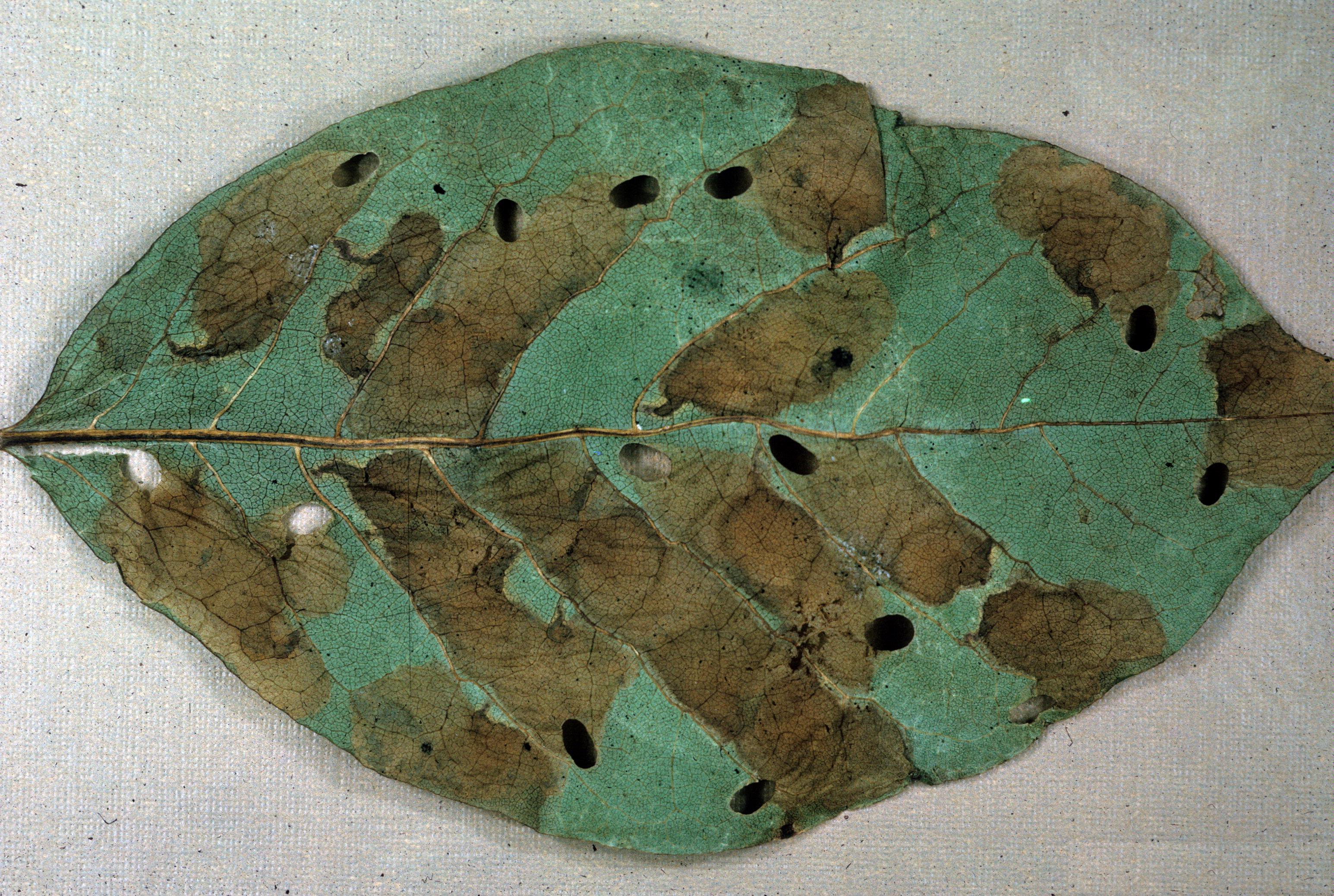
Foglia attaccata dalla larva di Antispila nysaefoliella (Heliozelidae)
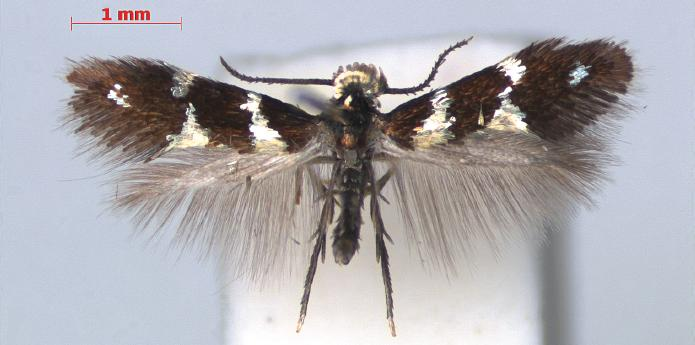
Antispila oinophylla (Heliozelidae)
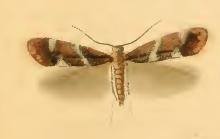
Antispila treitschkiella (Heliozelidae)
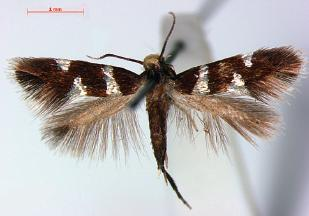
Antispila viticordifoliella (Heliozelidae)
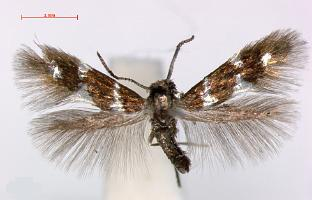
Antispila voraginella (Heliozelidae)
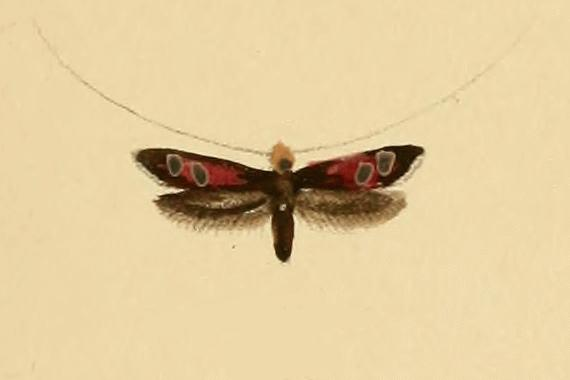
Cauchas anatolica (Adelidae)
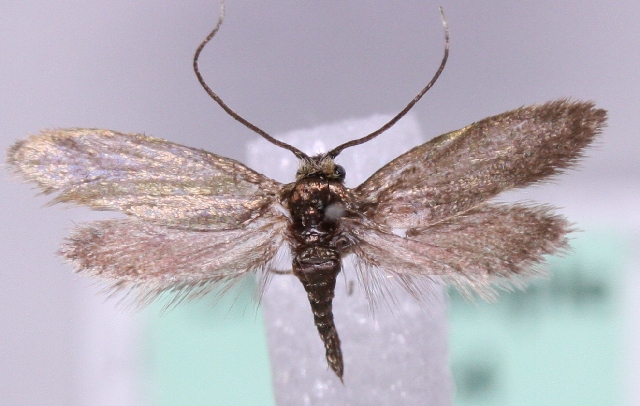
Cauchas breviantennella (Adelidae)
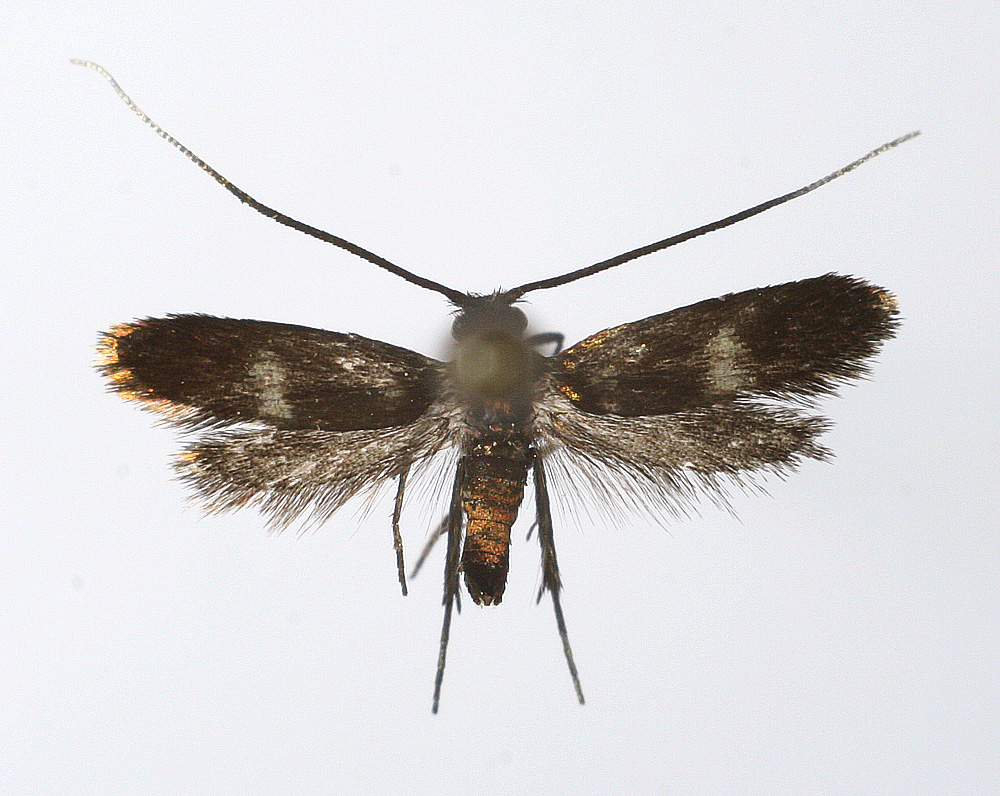
Cauchas fibulella (Adelidae)
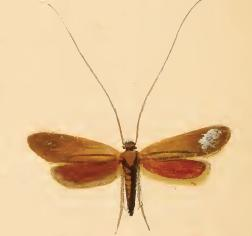
Cauchas rufimitrella (Adelidae)
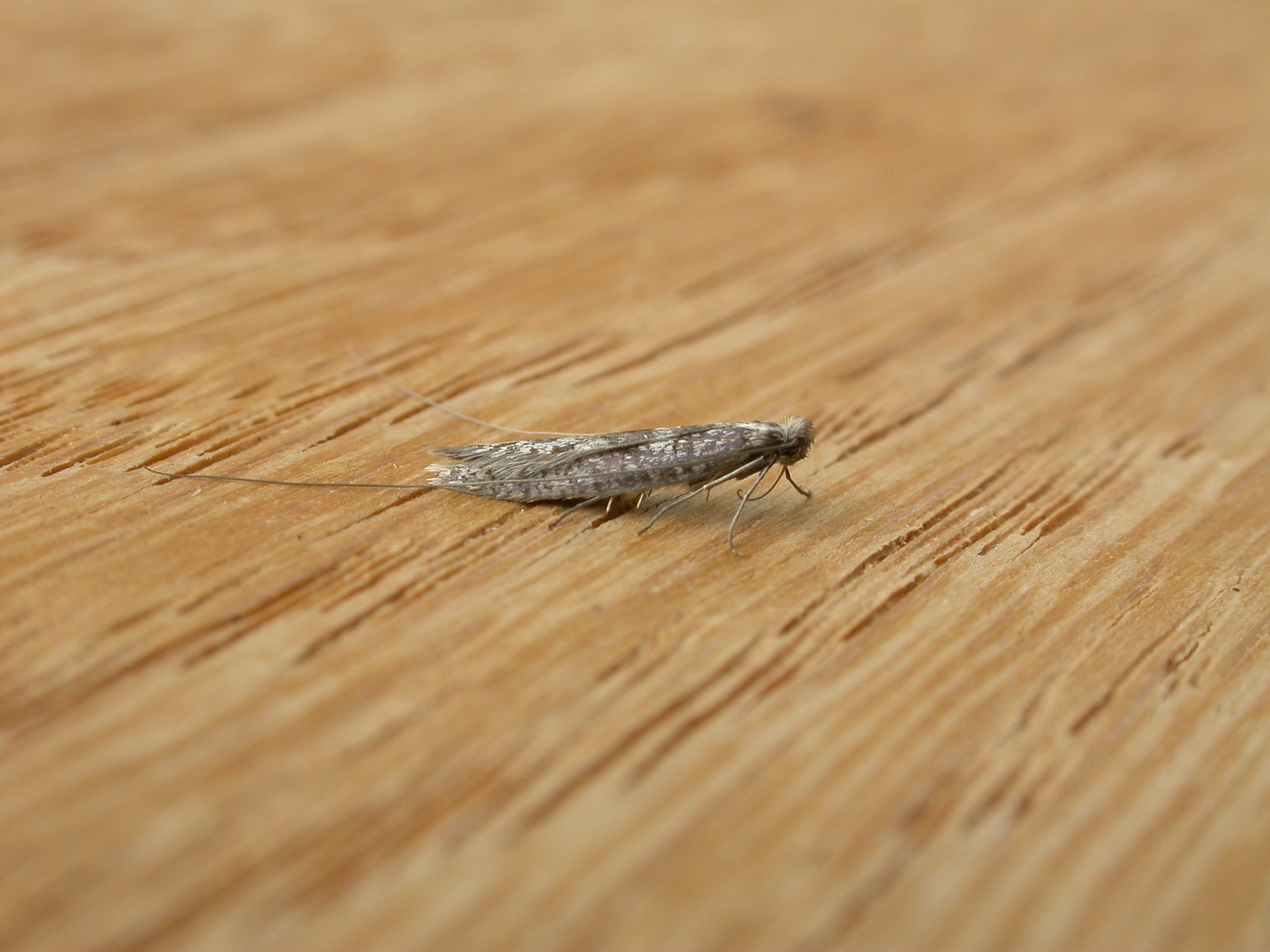
Ceromitia iolampra (Adelidae)
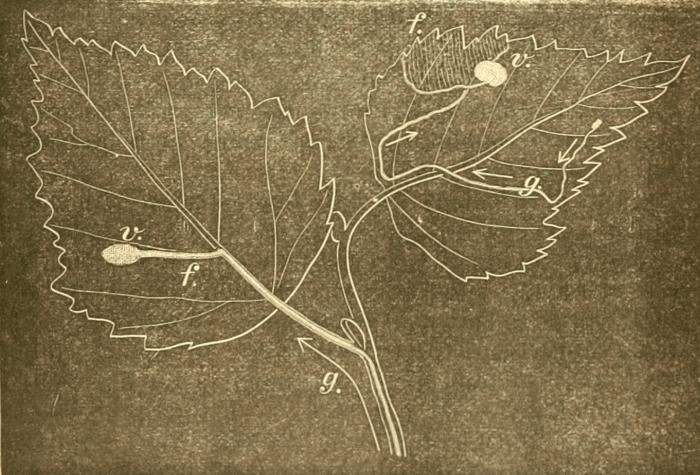
Mine fogliari di Heliozela hammoniella (Heliozelidae)
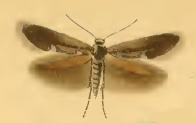
Heliozela resplendella (Heliozelidae)
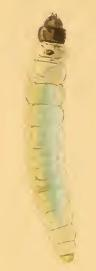
Larva di Heliozela resplendella (Heliozelidae)
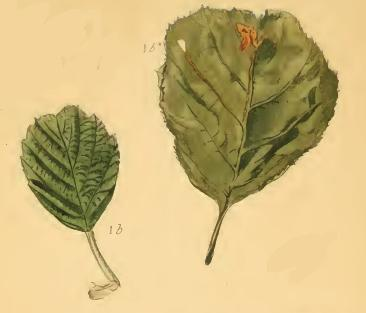
Mine fogliari di Heliozela resplendella (Heliozelidae)
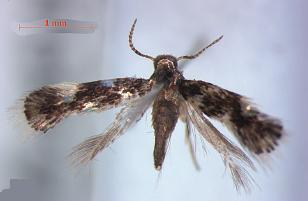
Holocacista rivillei (Heliozelidae)
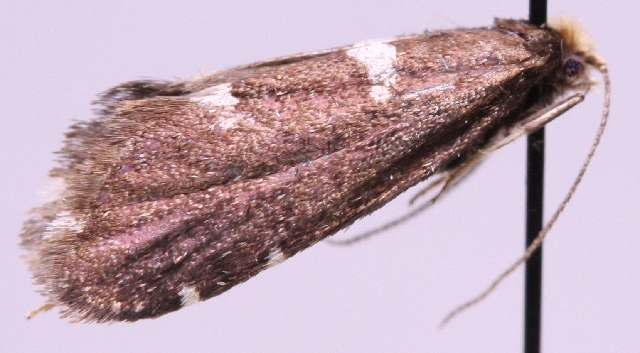
Incurvaria circulella (Incurvariidae)
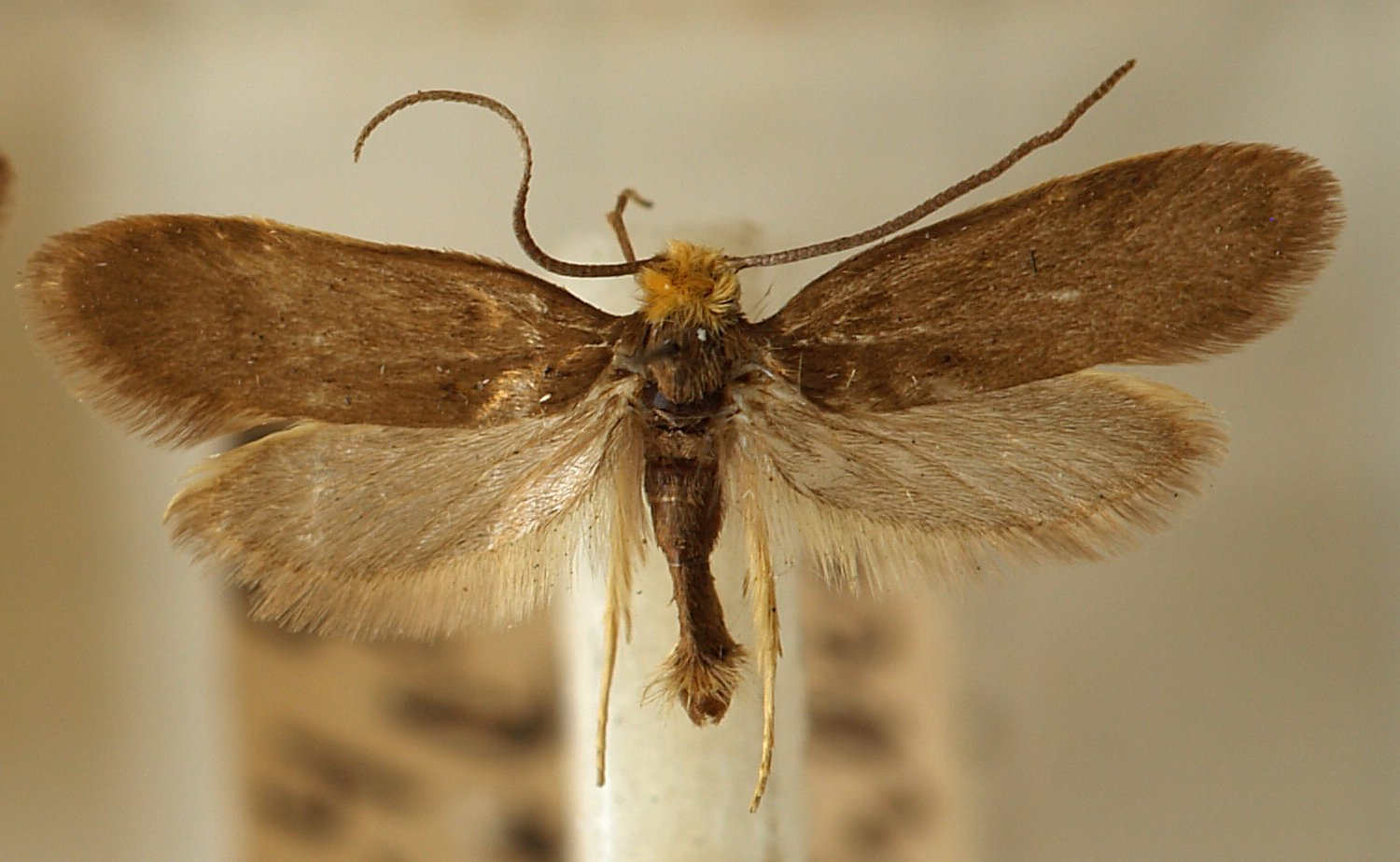
Incurvaria koerneriella (Incurvariidae)
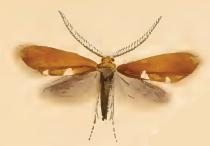
Incurvaria masculella (Incurvariidae)
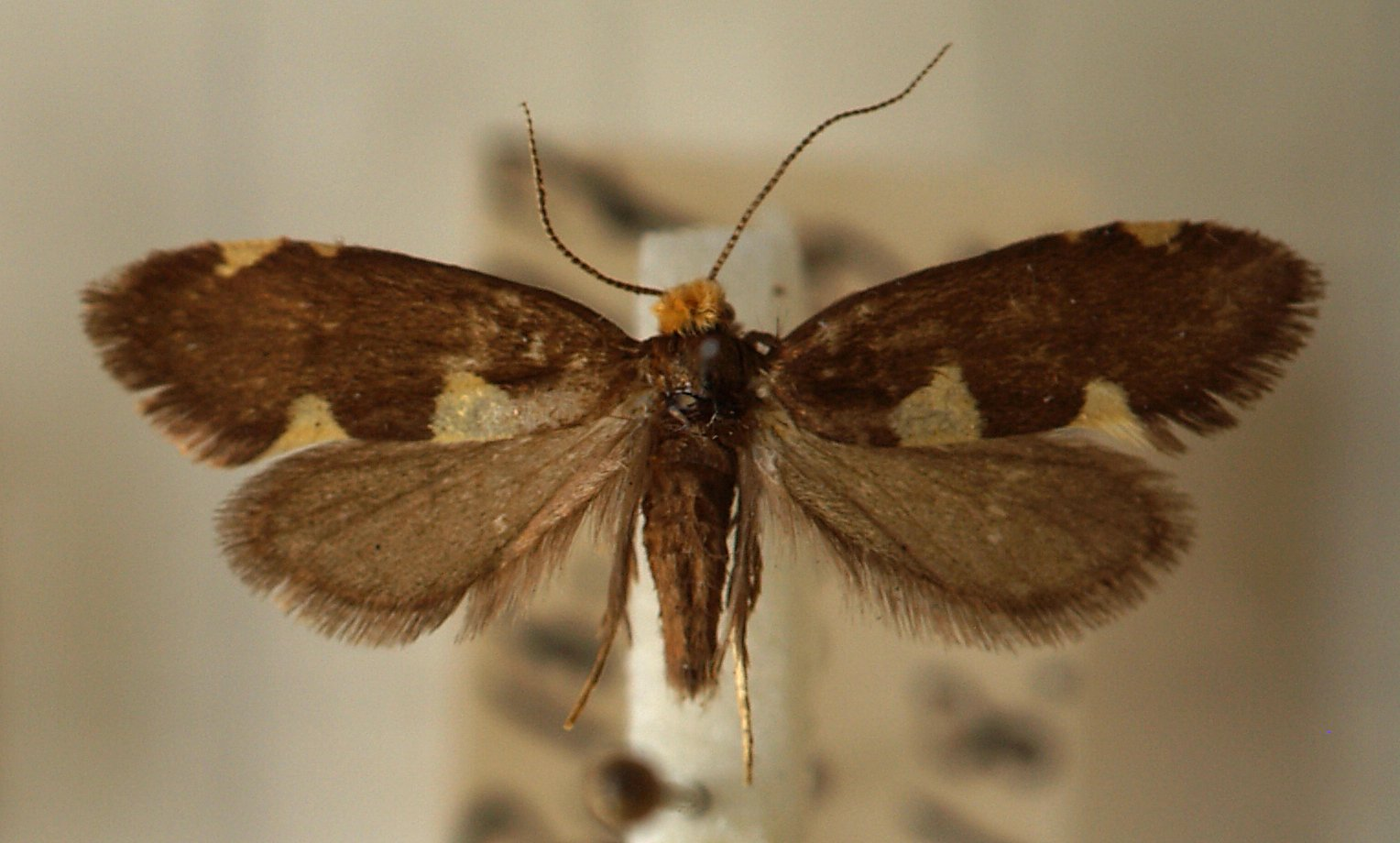
Incurvaria oehlmanniella (Incurvariidae)
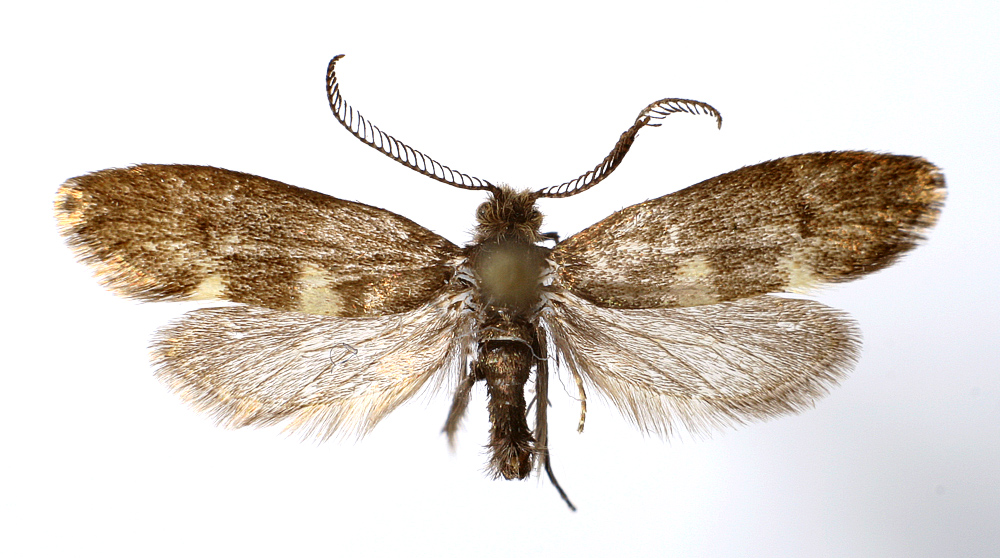
Incurvaria pectinea (Incurvariidae)
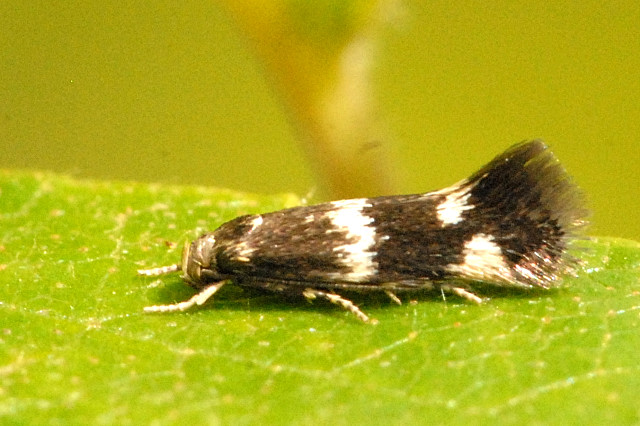
Incurvaria praelatella (Incurvariidae)
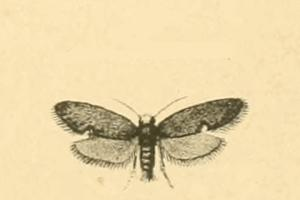
Lampronia aeripennella (Prodoxidae)
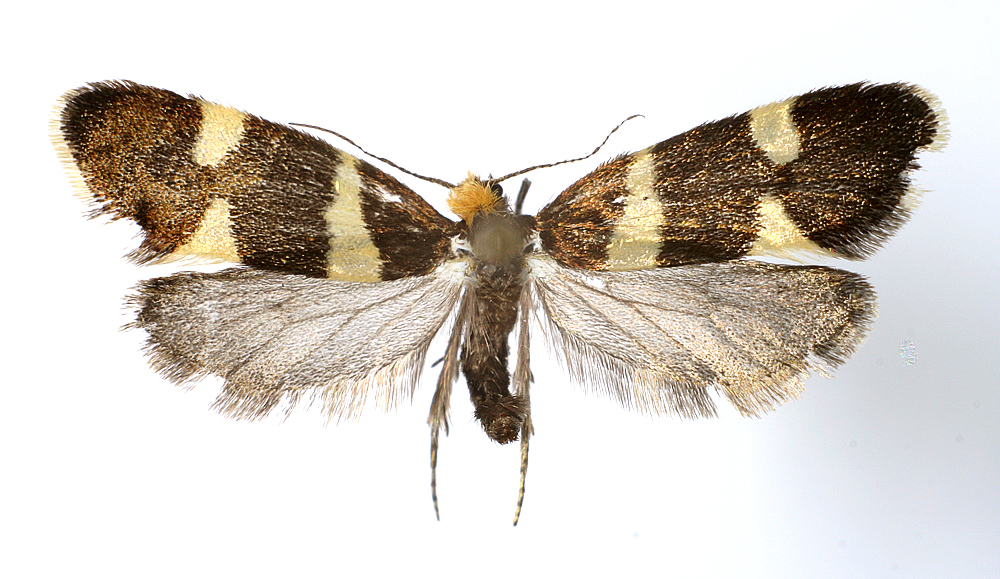
Lampronia capitella (Prodoxidae)
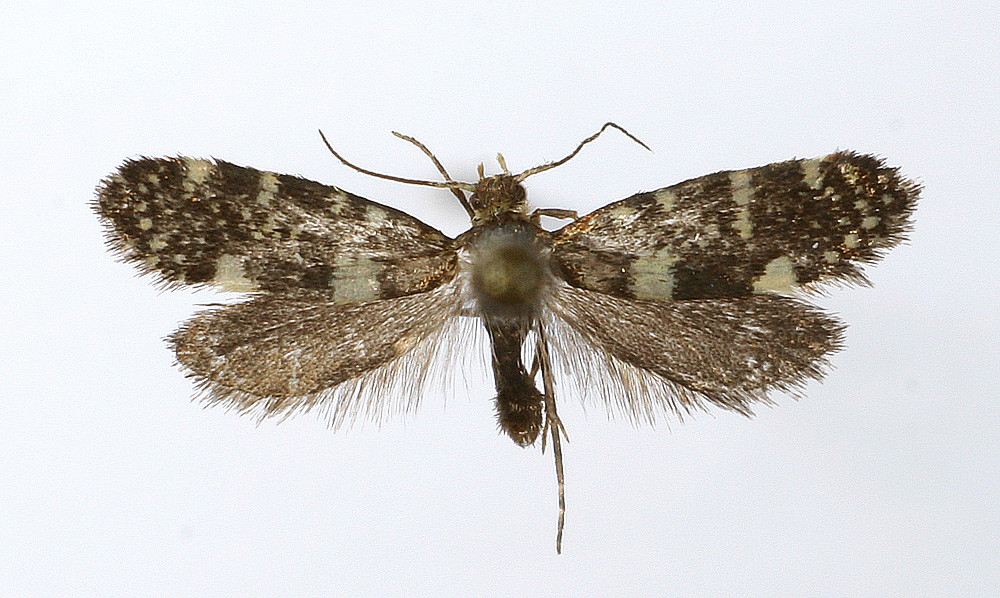
Lampronia corticella (Prodoxidae)
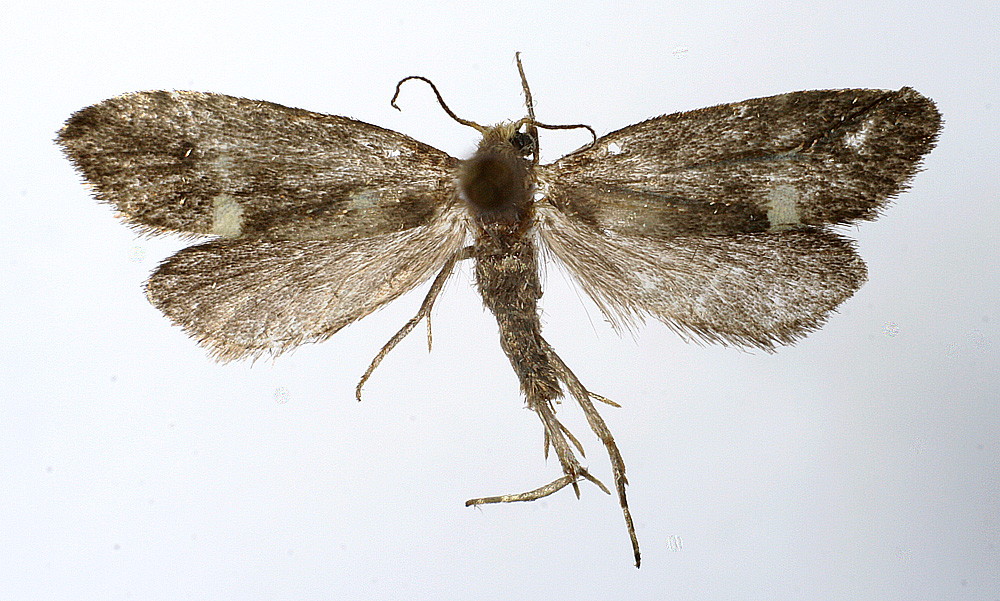
Lampronia flavimitrella (Prodoxidae)
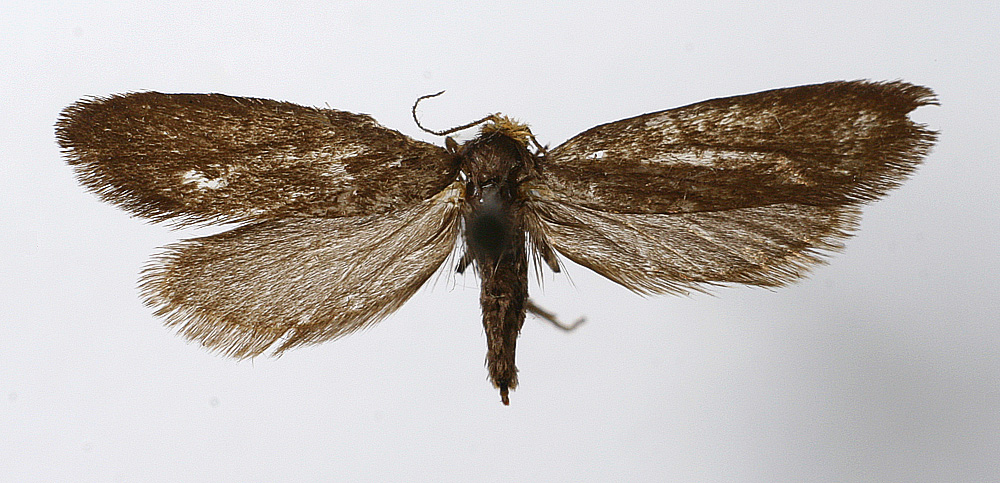
Lampronia fuscatella (Prodoxidae)
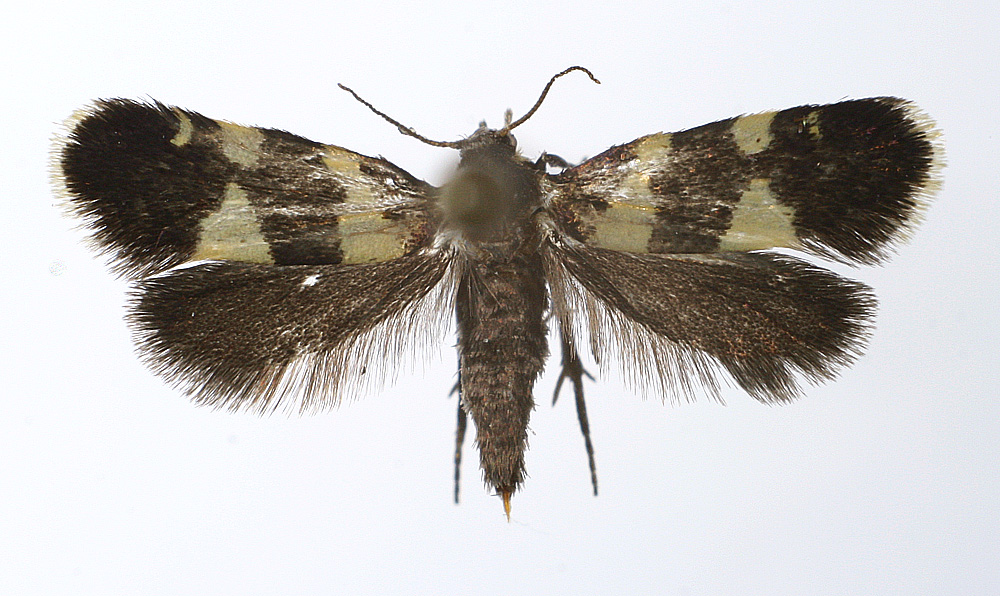
Lampronia luzella (Prodoxidae)
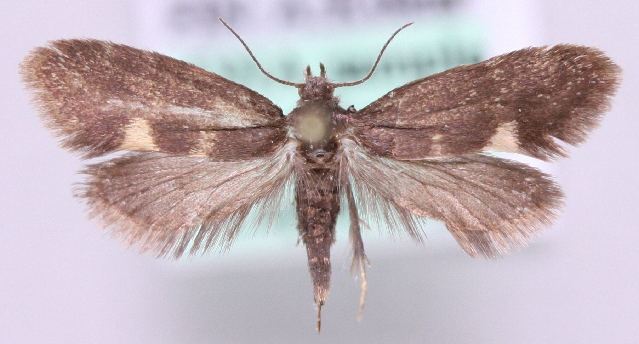
Lampronia morosa (Prodoxidae)
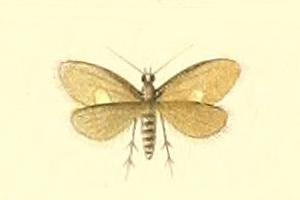
Lampronia psychidella (Prodoxidae)
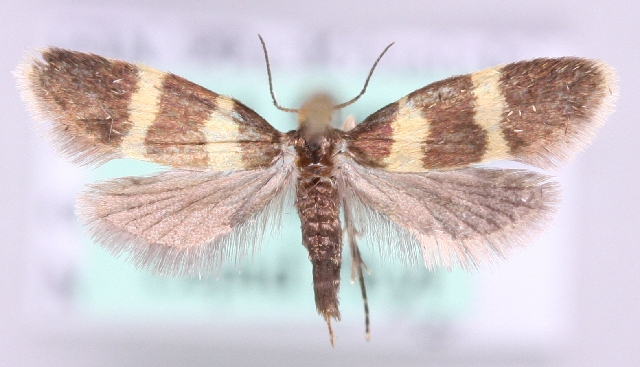
Lampronia redimitella (Prodoxidae)
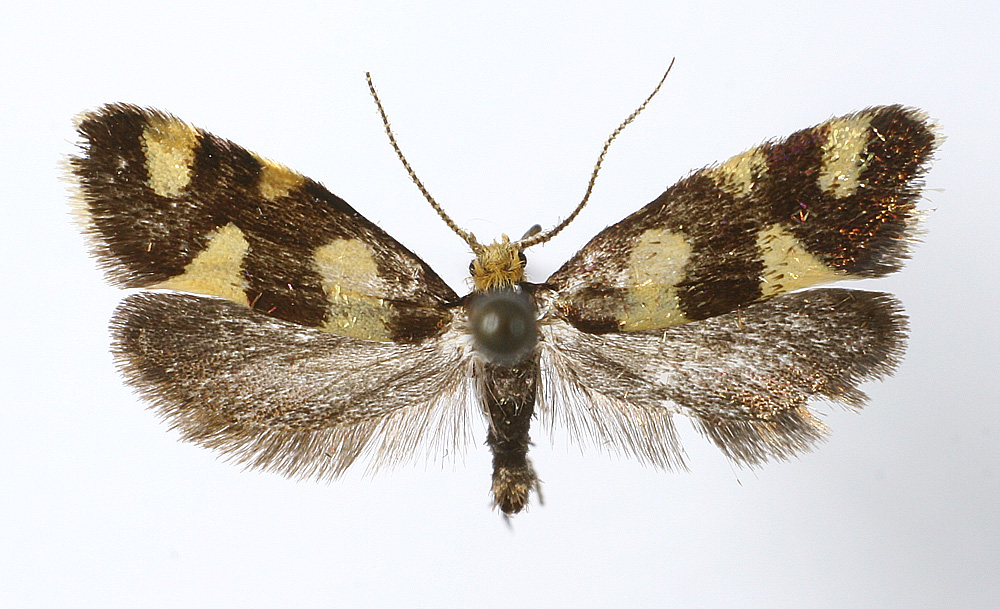
Lampronia rupella (Prodoxidae)
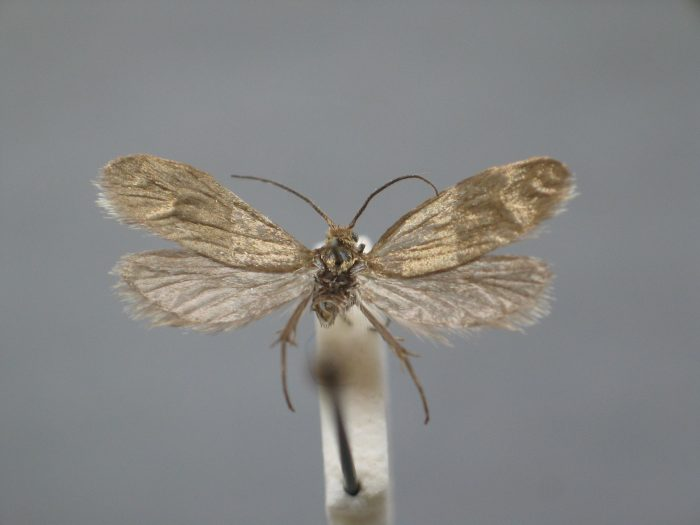
Lampronia splendidella (Prodoxidae)
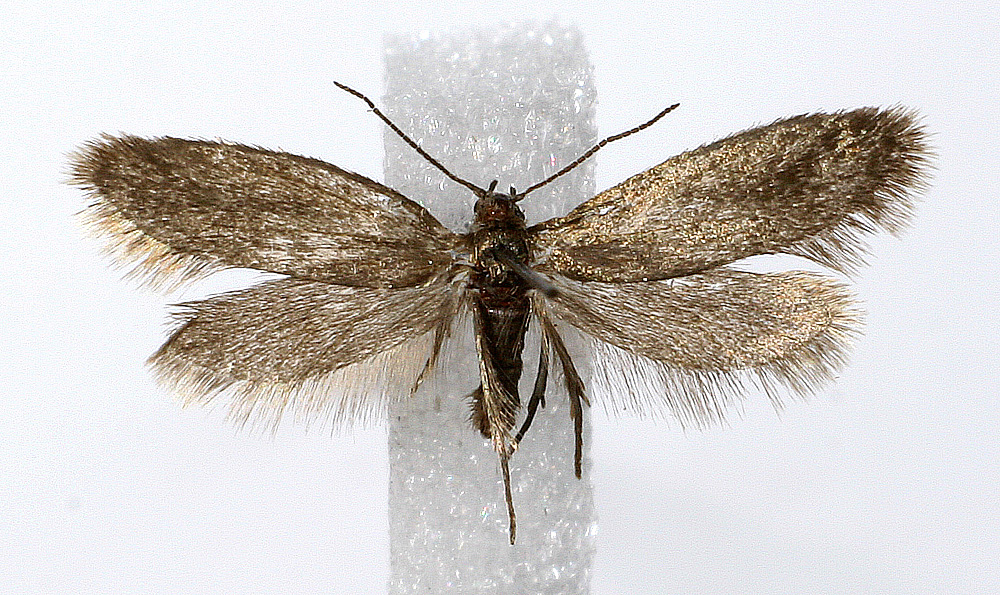
Lampronia standfussiella (Prodoxidae)
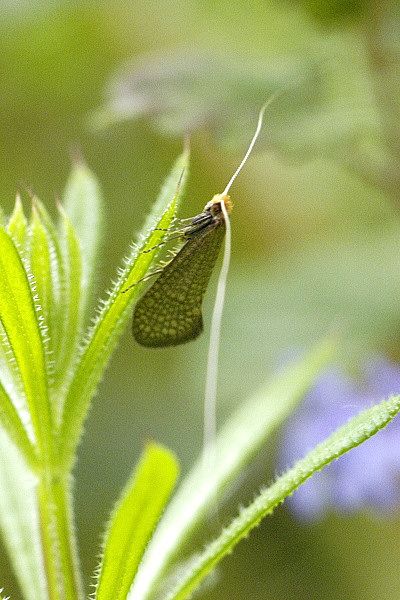
Nematopogon adansoniella (Adelidae)
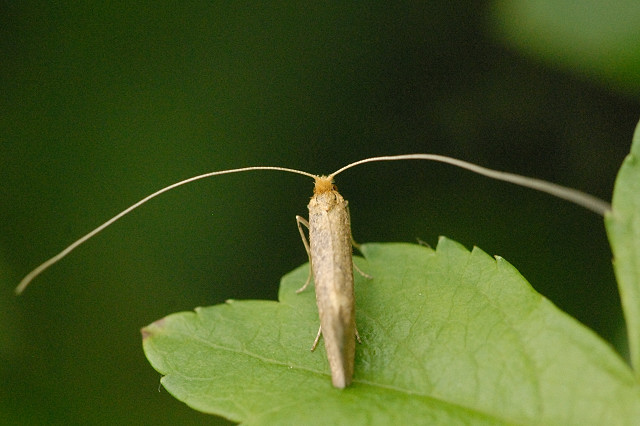
Nematopogon metaxella (Adelidae)
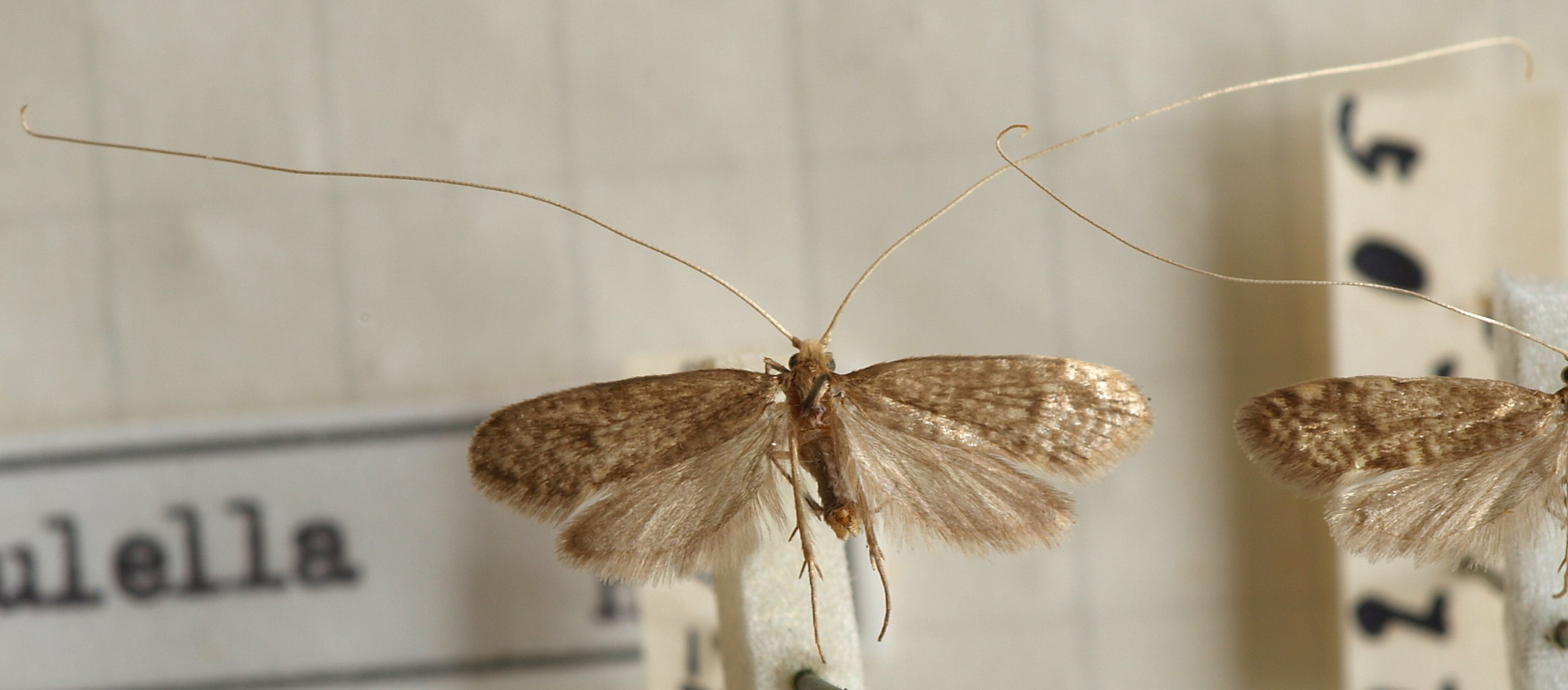
Nematopogon robertella (Adelidae)
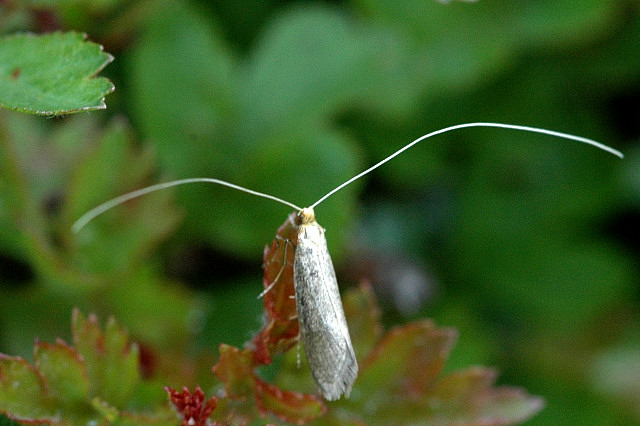
Nematopogon swammerdamella (Adelidae)
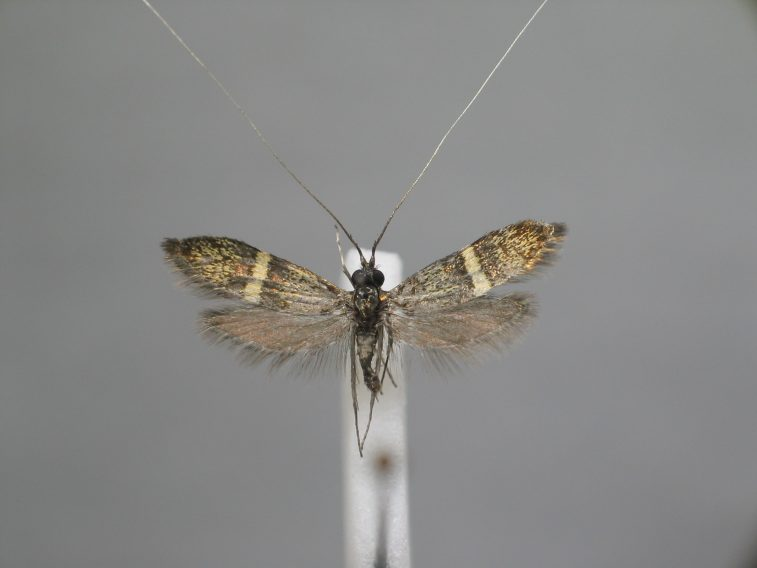
Nemophora associatella (Adelidae)
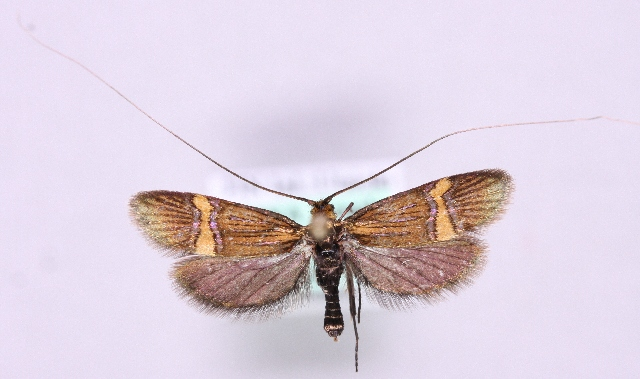
Nemophora bellela (Adelidae)
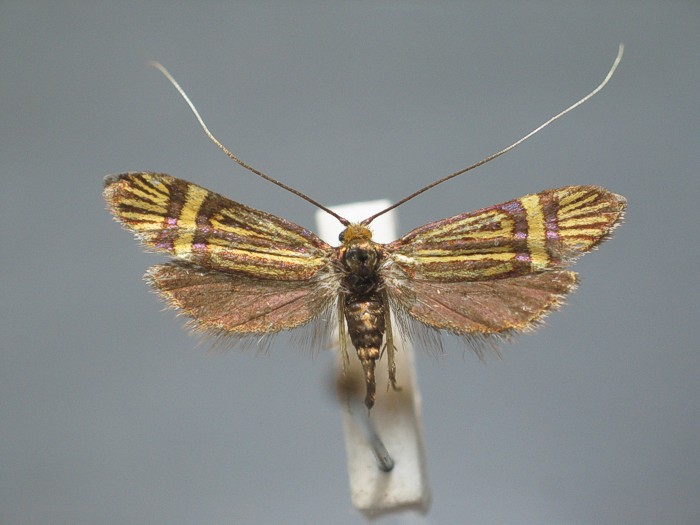
Nemophora congruella (Adelidae)
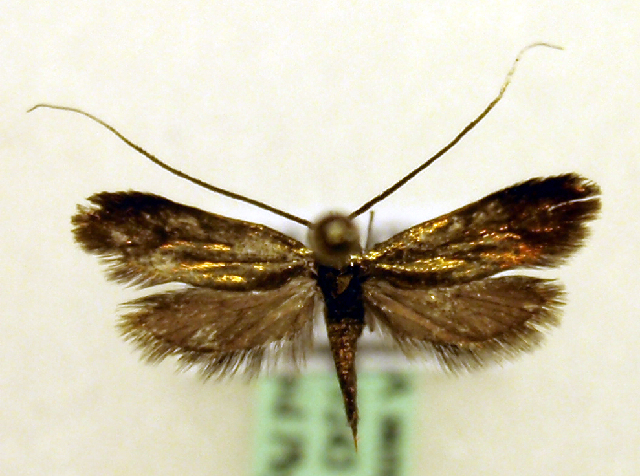
Nemophora cupriacella (Adelidae)
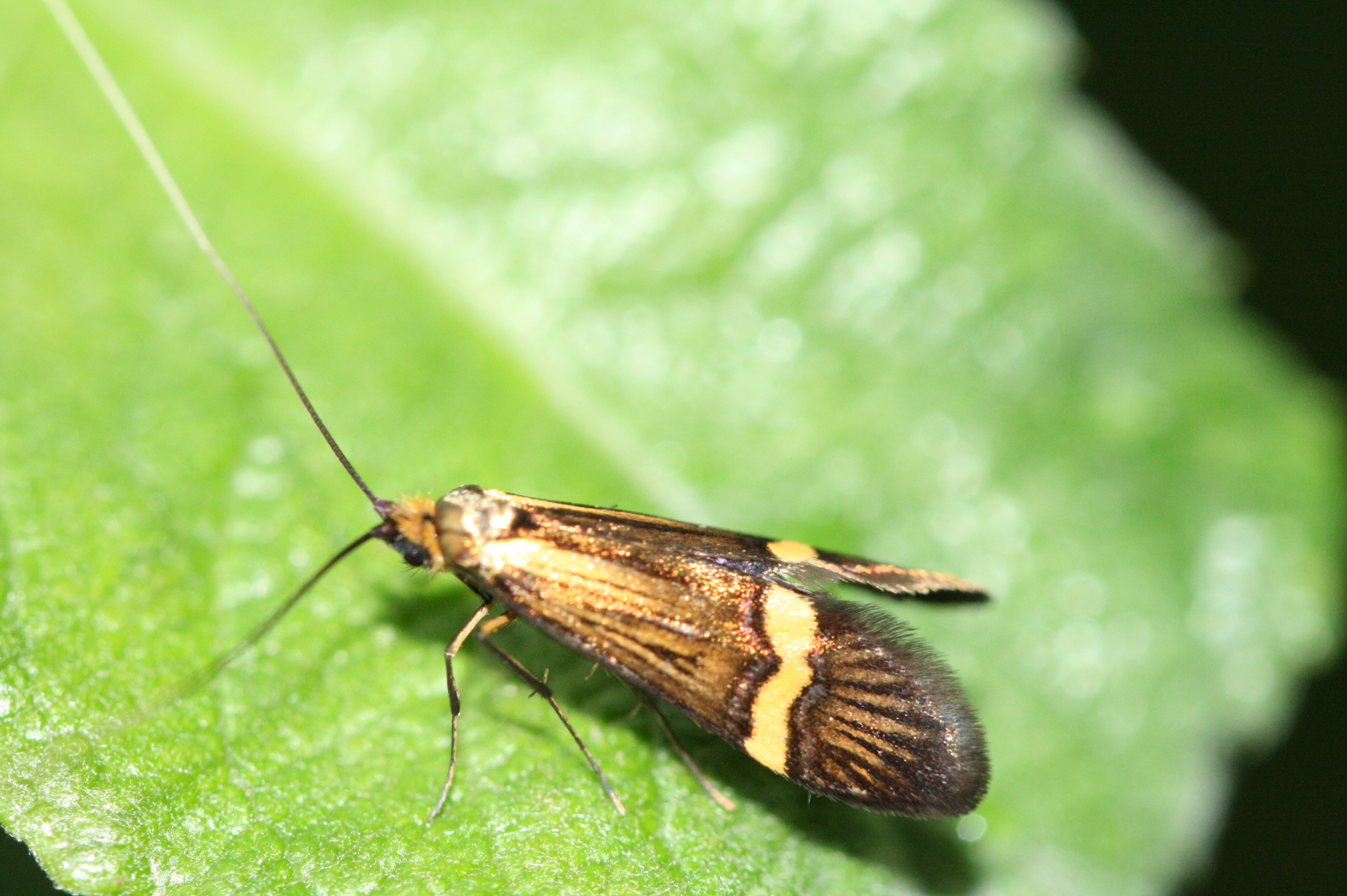
Nemophora degeerella (Adelidae)
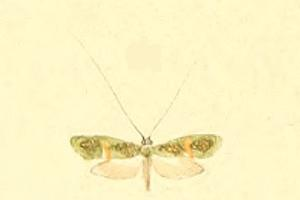
Nemophora dumerilella (Adelidae)
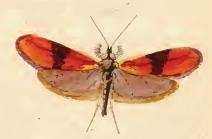
Nemophora fasciella (Adelidae)
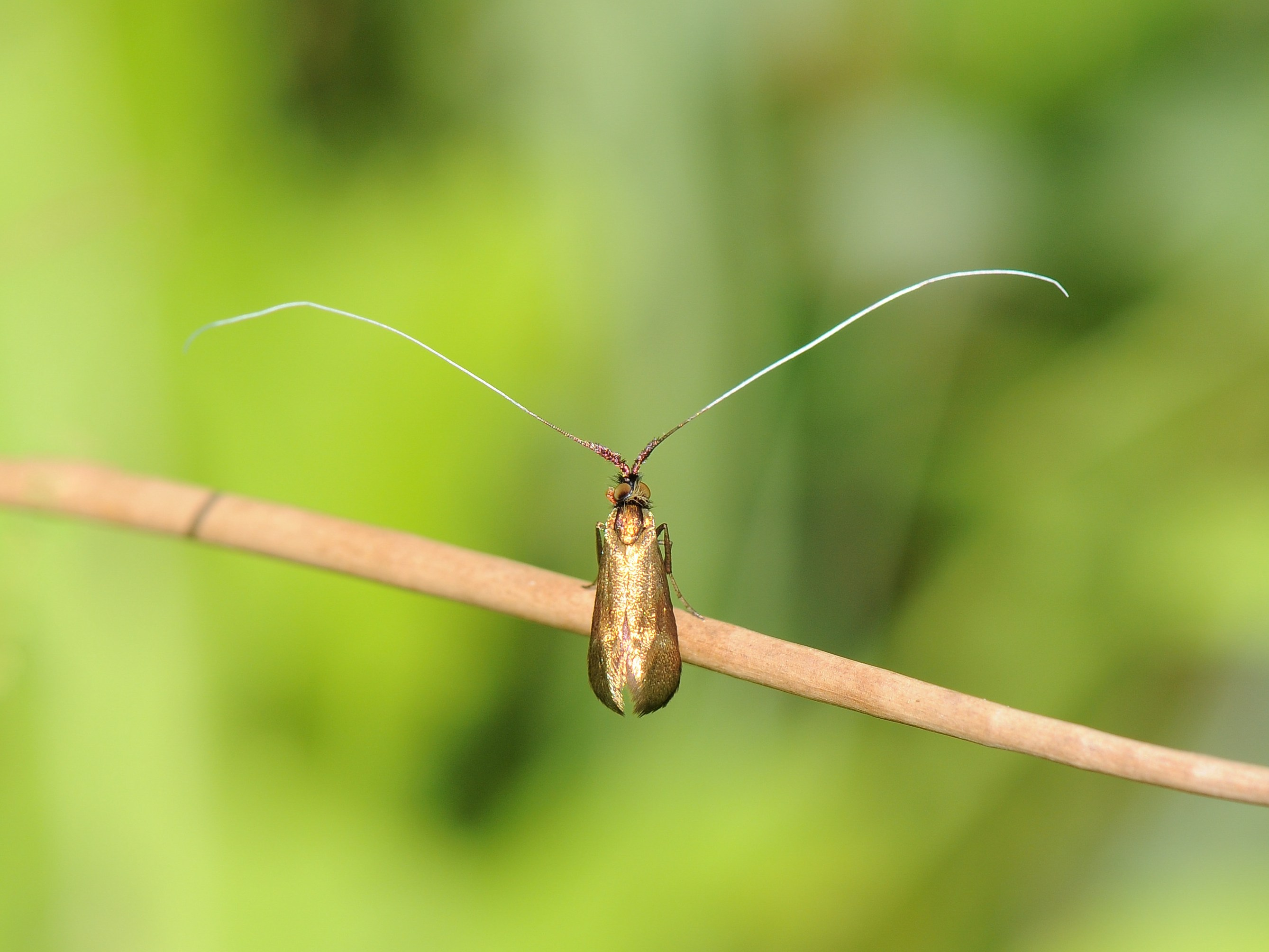
Nemophora metallica (Adelidae)
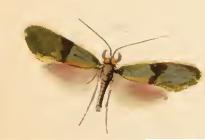
Nemophora minimella (Adelidae)
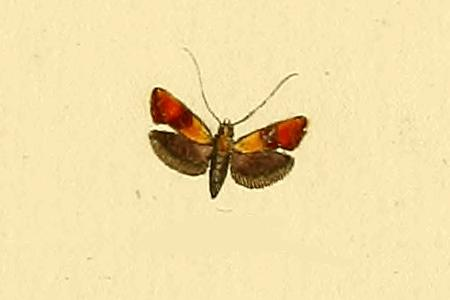
Nemophora molella (Adelidae)
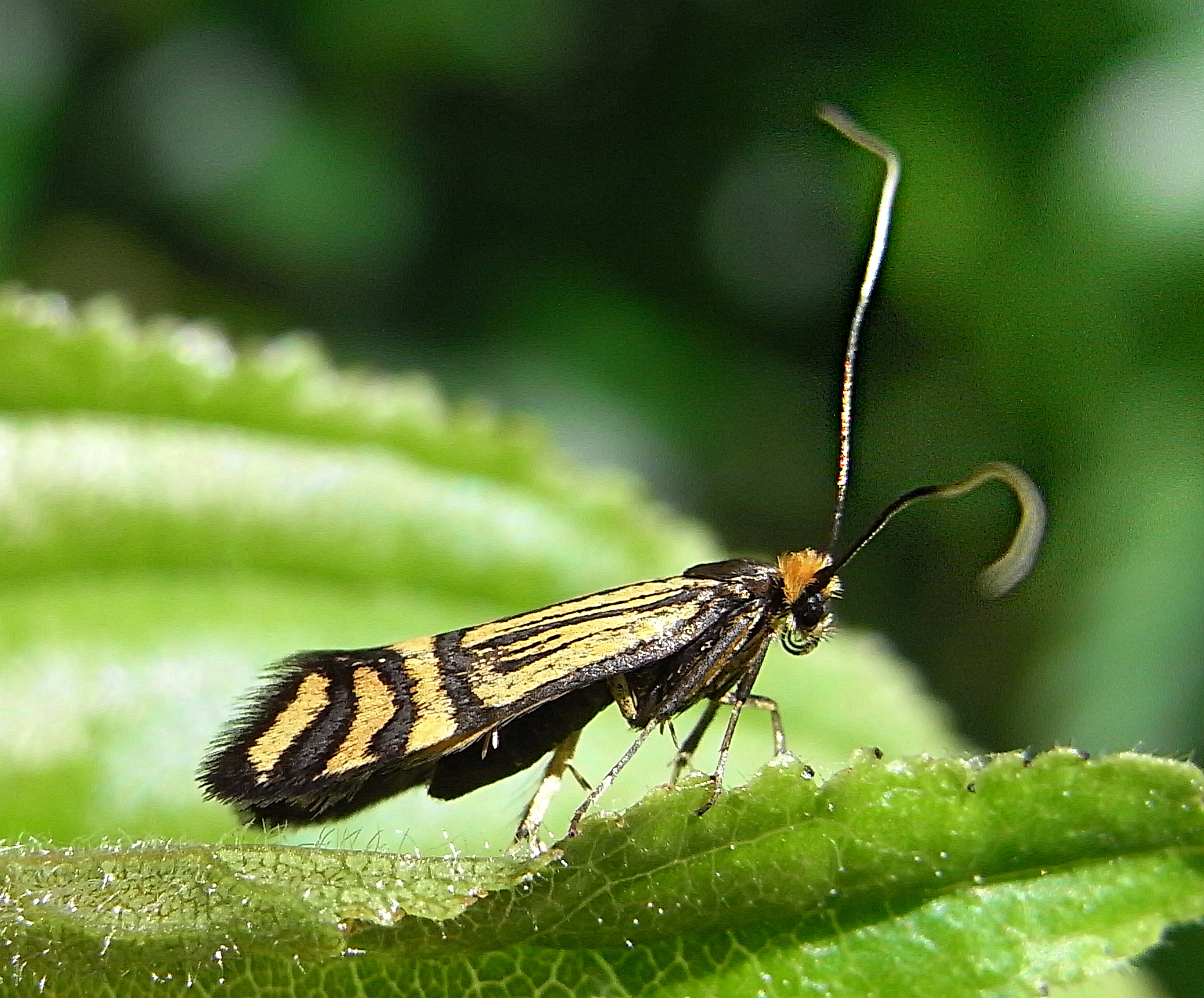
Nemophora ochsenheimerella (Adelidae)
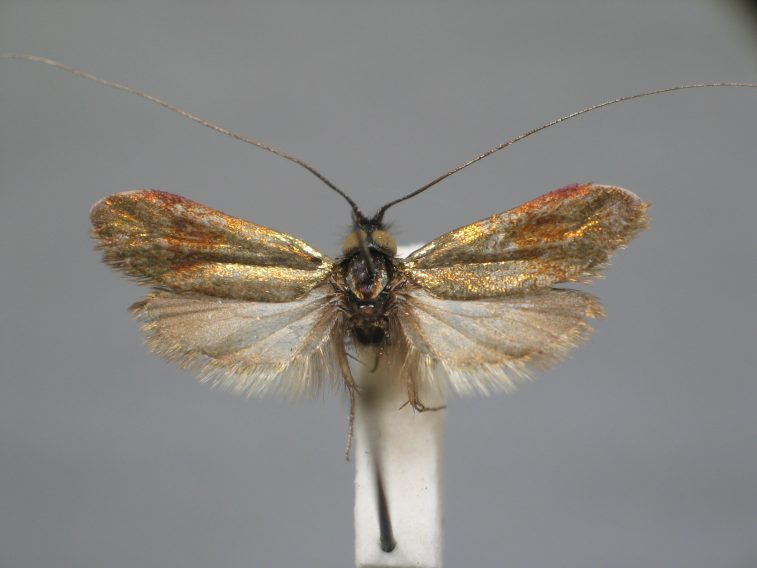
Nemophora prodigella (Adelidae)
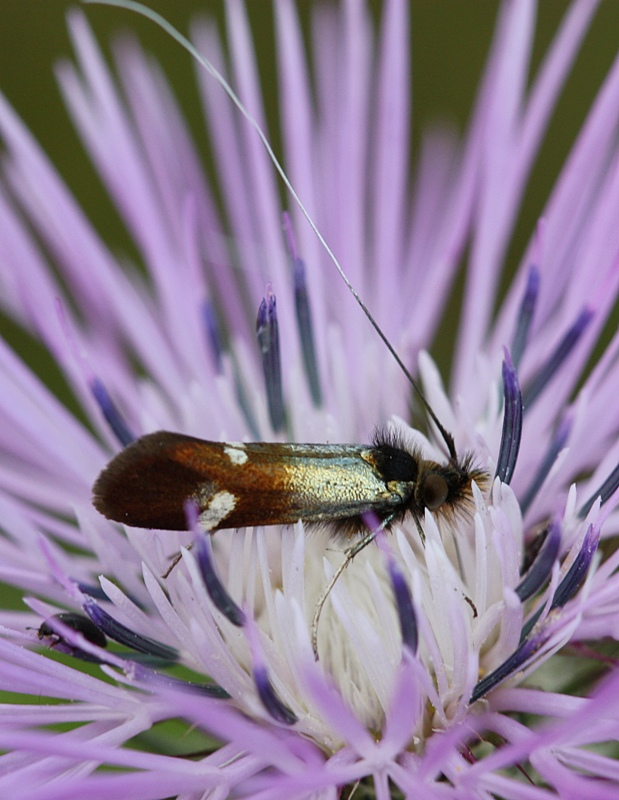
Nemophora raddaella (Adelidae)
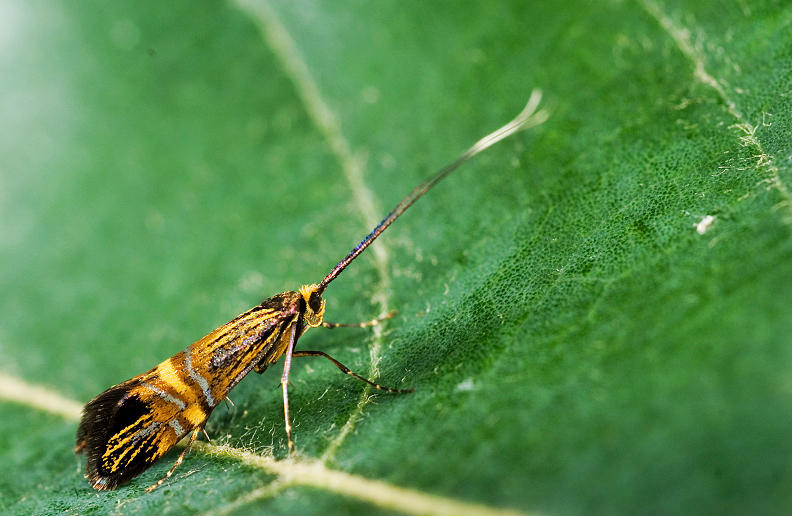
Nemophora uncella (Adelidae)
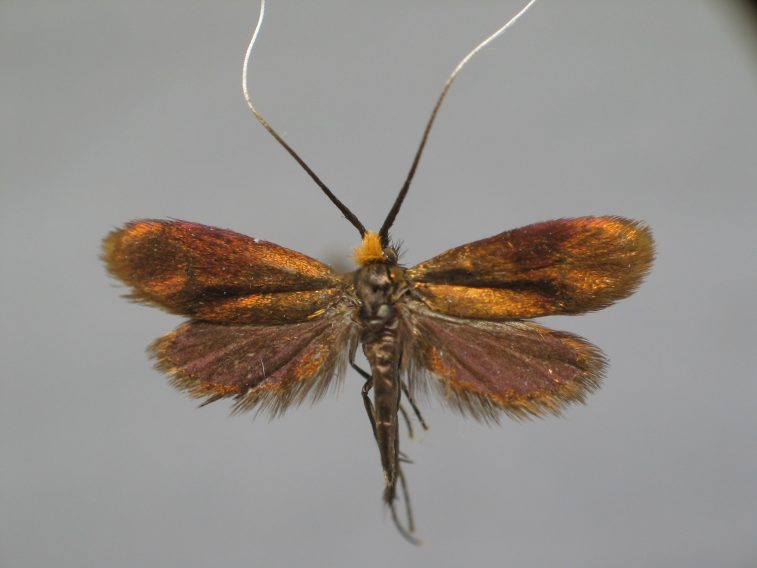
Nemophora violella (Adelidae)
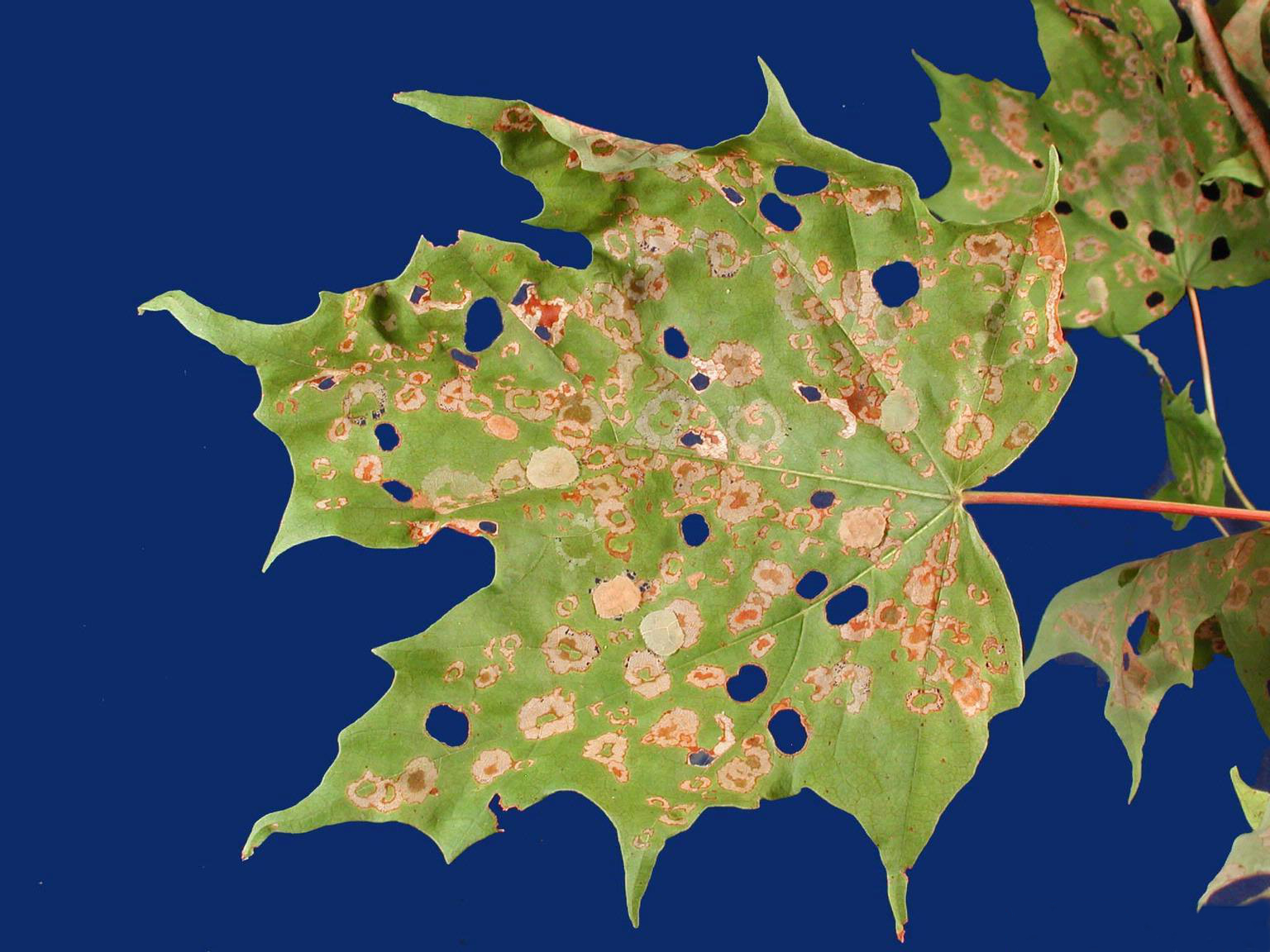
Foglia danneggiata da Paraclemensia acerifoliella (Incurvariidae)
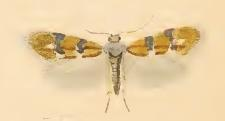
Phylloporia bistrigella (Incurvariidae)

## Conservazione
Nessuna specie appartenente a questa superfamiglia è stata inserita nella Lista rossa IUCN